# Anglican Mainstream
Anglican Mainstream é uma organização anglicana conservadora da Igreja da Inglaterra. Ela se descreve como "uma comunidade da Comunhão Anglicana comprometida em promover, ensinar e manter as verdades bíblicas nas quais a Igreja Anglicana foi fundada". É mais conhecido por meio de seu site, que publica itens de interesse ou preocupação de seu público. O organizador do comitê de direção da organização no Reino Unido é Philip Giddings.

## Grã-Bretanha e Irlanda
O movimento reúne anglicanos nas Ilhas Britânicas, preocupados em manter uma posição tradicional em questões controversas. As organizações participantes incluem grupos evangélicos na Inglaterra, Escócia, País de Gales e Irlanda, como Reforma, Sociedade da Igreja, Conselho Evangélico da Igreja da Inglaterra, Rede New Wine, Rede Anglicana Escocesa e agências missionárias. Possui vínculos estreitos com grupos semelhantes na América do Norte e África do Sul.

## Realinhamento anglicano
A Anglican Mainstream também está envolvida em parcerias com igrejas em crescimento no mundo em desenvolvimento por meio do Anglican International Development (AID). Possui fortes vínculos com a Irmandade dos Confessores Anglicanos, e apóia o realinhamento Anglicano e a Global Anglican Future Conference (GAFCON).

## Conservadorismo social
A Anglican Mainstream está preocupada com uma série de questões sociais, incluindo aborto e questões de doentes terminais, status de casamento e família, evangelismo, o desafio cultural da sociedade secular e a vida geral da igreja anglicana na Grã-Bretanha e no exterior. De todas as questões com as quais se preocupa, sua posição sobre questões de sexualidade atraiu polêmica, particularmente seu apoio à abstinência sexual de pessoas homossexuais e ao movimento ex-gay, que considera um grupo minoritário frequentemente ignorado ou silenciado. Grupos liberais a favor da homossexualidade, como a Mudança de Atitude, se opuseram particularmente à Anglican Mainstream, especialmente com a visão de que a orientação homossexual é um fato inalterável da natureza humana.
Em 2012, o Anglican Mainstream fazia parte de uma coalizão de grupos cristãos que pretendia realizar uma campanha de duas semanas em que alguns ônibus de Londres exibiam uma propaganda dizendo "Not gay! Post-gay, ex-gay and proud. Get over it!", no mesmo estilo dos anúncios produzidos pelo Stonewall, o grupo de direitos dos gays. A intenção era chamar a atenção para a existência de ex-gays e a possibilidade de mudança, uma afirmação que é contrariada por alguns psicólogos convencionais. Depois de receber as devidas permissões, a campanha foi proibida pelo prefeito de Londres, Boris Johnson, por causa da ofensa que ele acreditava que causaria.